# تشارلز ر. هولبرووك الثالث
تشارلز ر. هولبرووك الثالث هو سياسي أمريكي، ولد في 1938 في أشلاند في الولايات المتحدة. نشط حزبياً في الحزب الجمهوري. وقد انتخب عضو مجلس نواب كنتاكي ‏.